# Ronda Rouseyová
Ronda Jean Rousey, (* 1. února 1987 Los Angeles) je americká wrestlerka a bývalá zápasnice – judistka, bronzová olympijská medailistka z roku 2008 a herečka. Od roku 2011 jako profesionálka. Patřila k světovým propagátorkám ženských ultimátních zápasů (MMA) – od března 2012 do listopadu 2015 držela mistrovský pás organizace UFC v bantamové váze. Dále také pracovala ve WWE.

## Osobní život
Je dcerou první americké mistryně světa v judu AnnMaria Burnsové. Vyrůstala v Santa Monice. Ve třech letech byla u ní diaknostikována apraxie, kvůli které strávila část dětství v Jamestownu v Severní Dakotě. Na speciálním logopedistickém oddělení Minot State University, se podrobovala léčbě. V rámci terapie začala závodně plavat. Plavání se věnovala do svých 11 let.
Má tři sestry – jednu vlastní (Jennifer) a dvě nevlastní (Marii, Julii).
Má blízko k Arménii kvůli původu svých osobních trenérů.
V květnu 2015 vydala autobiografii s názvem My fight/Your fight.

## Sportovní kariéra
S judem začala v 11 letech v Los Angeles v klubu Venice. Její techniku zápasení však nejvíce ovlivnil bývalý arménský ultimátní zápasník Gokor Chivichyan, který měl v Los Angeles otevřený bojový klub Hayastan. Svojí osobní techniku sode-curikomi-goši a juji-gatame se naučila právě v tomto klubu.
V roce 2003, ve druhém ročníku střední školy Santa Monica High přerušila studia a přesunula se na druhý konec Spojených států do Bostonu, kde se připravovala s částí americké reprezentace pod vedením Jima Pedra. V dubnu 2003 si při sparringu s Manvelem Gamburjanem poranila koleno a vynechala několik měsíců přípravy. V roce 2004 zvítězila v americké olympijské kvalifikaci v polostřední váze do 63 kg a v 17. letech startovala na olympijských hrách v Athénách. Ambice na zisk zlaté olympijské medaile jí však vzala hned v úvodním kole Rakušanka Claudia Heillová, se kterou prohrála na body (yuko). Přes opravný pavouk se do bojů o medaile neprobojovala.
Od roku 2007 startovala ve vyšší střední váze do 70 kg a na mistrovství světa v Riu vybojovala druhým místem přímou kvalifikaci na olympijské hry v Pekingu. V roce 2008 přijela do Pekingu výborně připravená. V cestě do olympijského finále jí však ve čtvrtfinále zabránila zkušena Nizozemka Edith Boschová. Ve třetí minutě prodloužení se unáhlila v nástupu do techniky sode-curikomi-goši, kterou jí Nizozemka kontrovala technikou sukui-nage. Přes opravný pavouk se dostala do boje o třetí místo proti Němce Annett Böhmové, kterou hned v úvodu poslala technikou sode-curikomi-goši na yuko a bodový náskok udržela do konce hrací doby. Získala bronzovou olympijskou medaili.
V roce 2010 ztratila motivaci v judu pokračovat. Její oblíbený sparringpartner Manvel Gamburjan jí motivoval k přestupu mezi profesionály. Začala se naplno věnovat populárnímu bojovému sportu mixed martial arts.

### Výsledky v judu
| Turnaj                  | 2004 | 2005 | 2006 | 2007 | 2008 |
| Turnaj                  | 17   | 18   | 19   | 20   | 21   |
| Turnaj                  | -63  | -63  | -63  | -70  | -70  |
| ----------------------- | ---- | ---- | ---- | ---- | ---- |
| Olympijské hry          | úč.  |      |      |      | 3.   |
| Mistrovství světa       |      | úč.  |      | 2.   |      |
| Panamerické hry         |      |      |      | 1.   |      |
| Panamerické mistrovství | 1.   | 1.   | 2.   | 3.   | 5.   |
| MS juniorů              | 1.   |      | 3.   |      |      |

## Profesionální kariéra
První velkou profesionální smlouvu podepsala v roce 2011 se Strikeforce. 3. března 2012 porazila submisí Mieshu Tateovou a získala poprvé mistrovský pás v bantamové váze. Na konci roku 2012 však Strikeforce pohltila UFC a veškerá prává přešla na tuto prestižní soutěž.
Novou strategií UFC byla propagace ženských ultimátních zápasů, jejíž se stala hlavní tváří. Mezi lety 2013-2015 celkem 6x obhájila mistrovský pás v bantamové váze, o který nakonec přišla v 15. listopadu 2015, když jí koncem první minuty druhého kola knockoutovala Holly Holmová. Z této porážky se psychicky nevzpamatovala a v roce 2017 s ní v UFC ukončili spolupráci.
V roce 2017 podepsala smlouvu s WWE a začala se aktivně věnovat wrestlingu. Během vystoupení (show) ztvárňuje role drsňaček. Dne 11. října roku 2023 oznámila odchod ze společnosti a konec s wrestlingem.
Zanedlouho se opět vrátila a debutovala ve společnosti Ring of Honor (ROH).

### MMA výsledky
| Prohra | 12-2 | Amanda Nunes    | TKO (údery)                 | UFC 207                         | 30. prosinec 2016  | 1 | 0:48 | Las Vegas, USA                      |
| Prohra | 12-1 | Holly Holm      | KO (kopem)                  | UFC 193                         | 15. listopadu 2015 | 2 | 4:06 | Melbourne, Austrálie                |
| Výhra  | 12-0 | Bethe Correia   | KO (pěstí)                  | UFC 190                         | 1. srpna 2015      | 1 | 0:34 | Rio de Janeiro, Brazílie            |
| Výhra  | 11-0 | Cat Zingano     | Donucení (armbar)           | UFC 184                         | 28. února 2015     | 1 | 0:14 | Los Angeles, Spojené státy americké |
| Výhra  | 10-0 | Alexis Davis    | KO (pěstí)                  | UFC 175                         | 5. července 2014   | 1 | 0:16 | Las Vegas, Spojené státy americké   |
| Výhra  | 9-0  | Sara McMann     | TKO (kop kolenem)           | UFC 170                         | 22. února 2014     | 1 | 1:06 | Las Vegas, Spojené státy americké   |
| Výhra  | 8-0  | Miesha Tate     | Donucení (armbar)           | UFC 168                         | 28. prosince 2013  | 3 | 0:58 | Las Vegas, Spojené státy americké   |
| Výhra  | 7-0  | Liz Carmouche   | Donucení (armbar)           | UFC 157                         | 23. února 2013     | 1 | 4:49 | Anaheim, Spojené státy americké     |
| Výhra  | 6-0  | Sarah Kaufman   | Donucení (armbar)           | Strikeforce: Rousey vs. Kaufman | 18. srpna 2012     | 1 | 0:54 | San Diego, Spojené státy americké   |
| Výhra  | 5-0  | Miesha Tate     | Donucení (armbar)           | Strikeforce: Tate vs. Rousey    | 3. března 2012     | 1 | 4:27 | Columbus, Spojené státy americké    |
| Výhra  | 4-0  | Julia Budd      | Donucení (armbar)           | Strikeforce Challengers 20      | 18. listopadu 2011 | 1 | 0:39 | Las Vegas, Spojené státy americké   |
| Výhra  | 3-0  | Sarah D'Alelio  | Technické donucení (armbar) | Strikeforce Challengers 18      | 12. srpna 2011     | 1 | 0:25 | Las Vegas, Spojené státy americké   |
| Výhra  | 2-0  | Charmaine Tweet | Donucení (armbar)           | HKFC - School of Hard Knocks 12 | 17. června 2011    | 1 | 0:49 | Calgary, Kanada                     |
| Výhra  | 1-0  | Ediane Gomes    | Donucení (armbar)           | KOTC - Turning Point            | 27. března 2011    | 1 | 0:25 | Tarzana, Spojené státy americké     |